# Foinix
Foinix (grekiska: Phoinix; jämför fenix), son till Amyntor och Cleobule, var Akilles lärare i Iliaden. Han sägs ha varit mycket klok. Han följde med Akilles till det trojanska kriget.
Asteroiden 4543 Phoinix ãr uppkallad efter Foinix.